# Kazimiera Alberti

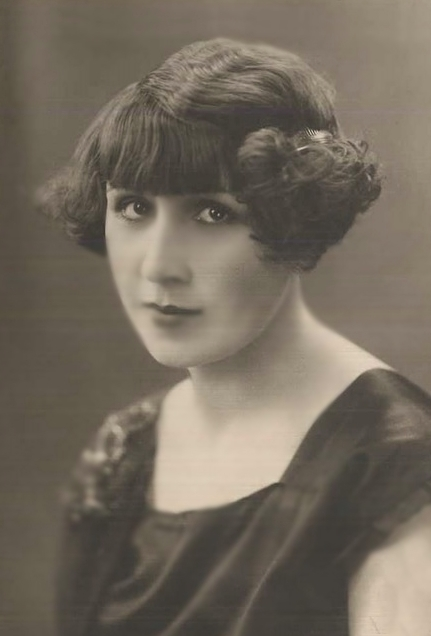
1927

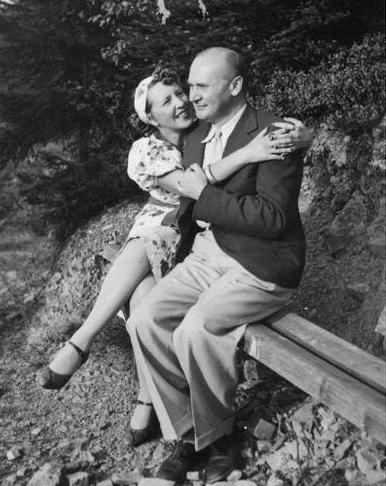
Kazimiera und Stanisław Alberti (um 1937)

Kazimiera Alberti (* 1898 in Bolechów; † 28. Mai 1962 in Bari) war eine polnische Schriftstellerin und Publizistin.

## Leben
Nach dem Erwerb des Abiturs 1917 in Lwów studierte Alberti Polonistik an der Jan-Kasimir-Universität. Als Publizistin debütierte sie mit dem Artikel Sylwetka Niemki, der 1924 in der Wochenzeitschrift Świat Kobiety veröffentlicht wurde, und als Lyrikerin mit dem Gedicht Listopad, der ebenfalls 1924 in der Tageszeitung Rzeczpospolita erschien. Ab 1925 war sie mit dem Literatenkreis um Jan Kasprowicz verbunden. Ihre Gedichte und Artikel veröffentlichte sie in den folgenden Jahren in den Zeitschriften Świat Kobiety, Głos Narodu, Kurier Litercko-Naukowy, Comeodia, Gazeta Warszawska Poranna, Myśl Narodowa, Wiadomości Literackie, Gazeta Warszawska und Tęcza. Sie war Mitglied des Berufsverbandes der Polnischen Literaten. Sie heiratete den Anwalt und Übersetzer Stanisław Alberti und zog mit ihm 1930 nach Dąbrowa Tarnowska und 1932 nach Biała Krakowska in Podbeskidzie. In den folgenden Jahren setzte sie sich für das lokale Kulturleben ein.
Nach dem Ausbruch des Zweiten Weltkrieges kehrten sie nach Lwów zurück. Dort wurde ihr Mann beim Eintreten der sowjetischen Truppen vom NKWD festgenommen und im Gefängnis Brygidki 1940 ermordet. Alberti lebte während der Deutschen Besetzung in Krakau und engagierte sich im Untergrund. Nach dem Ende des Krieges 1945 verließ sie Polen und siedelte nach Italien, wo sie den Anwalt und Übersetzer Alfo Cocola heiratete. In den folgenden Jahren lebte sie in Bari und widmete sich der Schriftstellerei und Publizistik.

## Werke

### Lyrik
- Bunt lawin, 1927
- Mój film, 1927
- Pochwała życia i śmierci, 1930
- Godzina kalinowa, 1935
- Usta Italii. Poezje, 1936
- Więcierz w głębinie, 1937
- Serce zwierzęce, 1937

### Prosa
- Tatry, narty, miłość, 1928
- Ghetto potępione. Powieść o duszy żydowskiej, 1931
- Ci, którzy przyjdą. Powieść mieszczańska, 1934

### Dramen
- Xenia idzie przebojem, 1936
  - Xenia setzt sich durch, 1936
- Wiosna w domu, 1937

### Reportagen
- Dusza Kalabrii, 1950
  - L’anima della Calabria, übers. von Alfo Coocla, 1950
- Sekrety Apulii, 1951
  - Segreti di Puglia, übers. von Alfo Cocola, 1951
- Magia liguryjska, 1952
  - Magia Ligure, übers. von Alfo Cocola, 1952
- Kampania, wielki teatr, 1953
  - Campania, gran teatro, übers. von Alfo Cocola, 1953
- Na sycylijskim wozie, 1953
  - Sul carretto siciliano, übers. von Alfo Cocola, 1953